# احمد وکیلی
احمد وکیلی اردبیلی (۱۳۴۰ در تهران) نقاش و طراح معاصر ایرانی است. او بیشتر با نام احمد وکیلی شناخته می‌شود.
او یکی از چهره‌های شاخص جریانی در نقاشی ایران است که اصطلاحاً به مکتب الخاص (هانیبال الخاص) معروف شده‌است. این جریان هنری که با آموزه‌های الخاص شروع گردید دارای ویژگی‌های مشخصی است ازجمله: پیوست زیاد این گروه از نقاشان و آثارشان با ادبیات، اهمیت دادن به طراحی به عنوان ابزار بیانی مستقل، اهمیت دادن به امر آموزش، و پرورش شاگردان پرشمار. از دیگر چهره‌های شاخص این جریان می‌توان به بهرام دبیری، نصرت‌الله مسلمیان، منوچهر صفرزاده، داوود هوشمند، محمدعلی بنی‌اسدی و نیلوفر قادری‌نژاد اشاره کرد که همگی از شاگردان هانیبال الخاص بوده‌اند.

## زندگی‌نامه
وی فارغ‌التحصیل رشته نقاشی از دانشگاه تهران و فارغ‌التحصیل رشته نقاشی در مقطع فوق لیسانس است.
وکیلی در ۱۳۶۴ اولین نمایشگاه انفرادی اش را برگزار کرد و طی سال‌های فعالیت خود نمایشگاه‌های متعدد دیگری را در داخل و خارج از کشور برپا کرده‌است.
احمد وکیلی هنرمند نقاش ایرانی به تدریس در دانشگاه نیز پرداخته‌است.
در کارنامه هنری وی جوایز بسیاری به چشم می‌خورد. وکیلی در سال ۱۹۹۱میلادی، در اینوال بلانیا جزو به عنوان بهترین تصویرگران سال انتخاب شده و اثرش درایتالیا و توکیو به نمایش درآمده است.
آثار وکیلی همچنین در سال‌های ۱۳۷۰ و ۱۳۷۲ برگزیده نمایشگاه آسیایی و در سال ۱۳۷۲ برگزیده نمایشگاه بین‌المللی تهران شده‌اند.

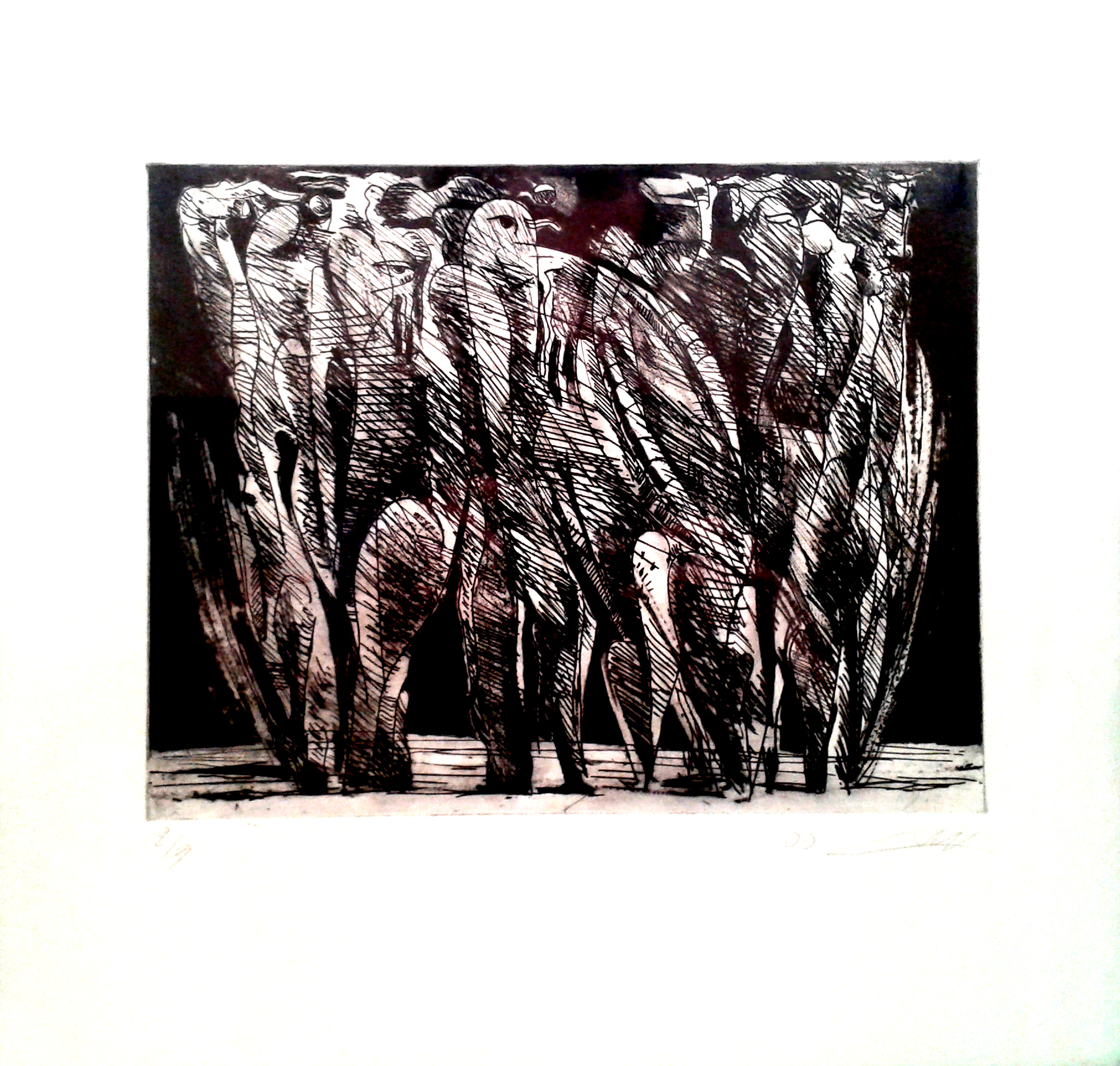
از آثار چاپ دستی احمد وکیلی

همچنین وکیلی در زمینه چاپ دستی نیز نقش پررنگی در هنر ایران داشته‌است به‌طوری که امروزه او یکی از مهم‌ترین هنرمندان ایران در چاپ دستی است. قدرت طراحی وکیلی در تقاطع با تکنیک‌های چاپ دستی آثار منحصر به فرد و فراوانی از وی به‌جای گذاشته‌است.
مجله تندیس در شماره ۲۳۵ خود بتاریخ ۲ آبان ۱۳۹۱ تصویر احمد وکیلی را بر رو ی جلد خود قرار داد و به همین بهانه کریم نصر یادداشتی با عنوان رو در رو با احمد وکیلی دربارهٔ وی به نگارش درآورد. در بخشی از این مقاله نصر معتقد است:

"او از معدود شخصیت‌های هنری است که هرکسی دستی در طراحی و نقاشی دارد، باید روزی تکلیفش را با او روشن کند.
شاید هنرمندانی وجود داشته باشند که مجبور نباشید درباره‌شان تصمیم بگیرید، شاید فکرنکردن دربارهٔ برخی از هنرمندان، چندان به کارتان لطمه نزند، اما دربارهٔ وکیلی و نقش او در نقاشی و طراحی ایران، نمی‌توانید بی‌تفاوت باشید.
شما چه درمیان هواداران پرشمارش باشید، ویا در شمار خیل منتقدینش، نمی‌توانید دربارهٔ احمد وکیلی بی‌نظر باشید و کسی با چنین ویژگی نمی‌تواند شخصیت مهمی نباشد. احمد وکیلی یک‌شخصیت مهم در نقاشی ایران است.

همچنین در جایی دیگر از این یادداشت نصر می‌گوید:

"مگر شما چند نفر را دیده‌اید که درمقابل اثرتان از عناصر بصری آن حرف بزنند. آن تعدادی را که من دیده‌ام از پنج‌نفر تجاوز نمی‌کنند، و احمد وکیلی یکی از آنهاست. چنین شخصیتی نمی‌تواند آدم مهمی نباشد.
البته احمد وکیلی فقط سخن نمی‌گوید. او طراحی و ویژگی‌هایش را ترویج هم می‌کند. ده‌ها و صدها نفر از شاگردانش دیدگاه او را در همه‌جای ایران پراکنده می‌کنند؛ و ده‌ها و صدها نفر نیز اندیشه‌اش را به چالش می‌کشند و به راه خود می‌روند. این اما از اهمیت وکیلی نمی‌کاهد؛ چون همة آنانی که به راه خود رفته‌اند، روی شانه‌های وکیلی ایستاده‌اند؛ و کسی که بسیاری کسان روی شانه‌هایش ایستاده‌اند، نمی‌تواند شخصیت مهمی نباشد.
البته او فقط ترویج نمی‌کند. تهییج‌کردن نیز از وظایف قصورناپذیر اوست.
او می‌تواند هر محیط ایستای تجسمی را به فضایی پویا و هر محفل دوستانه تجسمی را به باروت نقد مجهز کند. مگر کسی که واجد چنین ویژگی برجسته‌ای است می‌تواند شخصیت مهمی نباشد.
اگر شما تابه‌حال با احمد وکیلی روبه‌رو نشده‌اید، نگران نباشید؛ او یکی از همین روزها، درست وقتی اصلاً انتظارش را ندارید، پیدایش خواهد شد، روبه‌روی اثرتان خواهد ایستاد و بعد حرف‌هایش را با صراحتی دور از انتظار به شما خواهد زد. و شما … و شما پس از گنگی مختصر ناشی از این رویارویی دربارهٔ حرف‌هایش بسیار خواهید اندیشید؛ چون شخصیت مهمی به نام احمد وکیلی ذهن شما را به چالش کشیده‌است."

وکیلی در بسط و اشاعه هنر طراحی در ایران مؤثری داشته‌است . وی هم‌چنین در آموزش طراحی و نقاشی به نسل‌های متاخر نقاشان ایرانی فعال بوده‌است.

## دبیری هشتمین بی‌ینال نقاشی ایران
وی در سال ۱۳۹۰ دبیری هشتمین دوسالانه ملی نقاشی معاصر ایران را پذیرفت.